# Every Day the Same Dream
 (février 2024).
Le contenu est difficilement compréhensible vu les erreurs de traduction, qui sont peut-être dues à l'utilisation d'un logiciel de traduction automatique.
Every Day the Same Dream est un jeu vidéo en 2D qui met le joueur dans le rôle d'un homme dont la vie est sur le point de changer. Développé dans pour le cadre du  Experimental Gameplay Project en 2009, le jeu a été décrit comme « un jeu magnifique avec une perspective très sombre ». Son créateur Paolo Pedercini affirme qu'il est « un court jeu existentiel à propos de la théorie de Marx de l'aliénation et du refus du travail ». 
Il a été comparé à Passage par Jason Rohrer et Don't Look Back par Terry Cavanagh en ce sens qu'il est « une expérience intéressante, potentiellement fascinante ». Le jeu est offert en Freeware sous Licence Creative Commons CC BY-NC-SA 2.5.

## Développement
La publication du jeu par le studio Molleindustria s'est faite dans le cadre d'un projet nommé « Experimental Gameplay » organisé par l'Université Carnegie Mellon. Dans ce cadre le jeu a été développé en une semaine.

## Scenario
Bien que le jeu n'a pas un scénario traditionnel, le cours des événements permet au joueur de contrôler un travailleur de bureau et de guider cet avatar à travers le quotidien d'un travailleur. Si l'avatar s'habille, se déplace au travail et s'assoit dans sa cabine, le rêve reprendra de la scène de la chambre initiale. Une vieille femme dans l'ascenseur offre le message cryptique: « 5 étapes supplémentaires et vous serez une nouvelle personne ». Une fois que le joueur dévie du chemin prédéterminé et lance cinq interactions spécifiques, le rêve redémarre dans un nouvel état avec l'avatar du joueur comme la seule personne dans le monde du jeu. Lorsque le joueur retourne ensuite au bureau et passe les cabines vides, l'avatar s'arrête de regarder un saut de personnage identique depuis le toit et le jeu se termine,.

## Réponses critiques et analyses

### Expérience interactive
Certains estiment que le label « jeu » n'est pas adapté à ce travail, offrant une « expérience interactive » comme le définissant mieux,.

### Médias interactifs et design
Gamasutra a organisé une discussion sur le jeu et l'a cité comme exemple pour montrer l'importante capacité d'un média interactif à « offrir des expériences que les médias passifs ne peuvent pas ». Le jeu joue particulièrement bien sur les « tendances naturels des joueurs » et sur son attention à « pousser les limites » du jeu autant que possible. Malgré sa brièveté, le jeu souligne la valeur et l'importance de l'interactivité, à la fois en tant que principe de conception de jeu et en tant que « mécanique en tant que métaphore »,.

### Médias interactifs et sens
Le jeu démontre comment l'interaction peut transmettre un sens « aussi efficace qu'un média linéaire, voire peut-être plus ». L'expérience unique de prendre le pas sur le récit de quelqu'un d'autre, dans ce cas celui de l'avatar, permet au joueur en se rapportant directement aux événements de la vie de l'avatar, de superposer ces événements à la vie du joueur, et ainsi d'y appliquer le message du jeu à la réalité du joueur.

### Analyse traditionnelle
L'essai de Soderman utilise le jeu pour affirmer que l'accent mis sur le sens, déduit de la mécanique du jeu, a provoqué des « nouvelles méthodes herméneutiques » d'interprétation pour remplacer les « représentations visuelles et narratives » en termes d'importance et de considération. Une interprétation mécanique exclusive du jeu ignore les éléments allégoriques clés, tels que l'échec progressif de l'entreprise avec chaque acte de refus de travail tel qu'il est présenté sur le graphique au bureau ou la simulation du purgatoire dans l'état final dépourvu de l'autre caractères rencontrés au cours des jours précédents. Une approche qui ne parvient pas à analyser « l'objet de tous les angles possibles » manquerait inévitablement les « facettes significatives » du travail.